# Trường Chinh
Trường Chinh (tên khai sinh: Đặng Xuân Khu; 9 tháng 2 năm 1907 – 30 tháng 9 năm 1988) là một nhà cách mạng, nhà chính trị và lý luận chính trị người Việt Nam. Ông từng đảm nhận nhiều chức vụ quan trọng trong hệ thống chính trị như: Chủ tịch Hội đồng Nhà nước giai đoạn 1981–1987, Tổng Bí thư Ban Chấp hành Trung ương Đảng Cộng sản Việt Nam giai đoạn 1941–1956 và 1986, Chủ tịch Ủy ban Thường vụ Quốc hội giai đoạn 1960–1975 và Chủ tịch Quốc hội khóa V, VI. Ngoài các hoạt động chính trị, Trường Chinh còn được biết đến là một nhà thơ cách mạng với bút danh Sóng Hồng.

## Thân thế
Trường Chinh tên thật là Đặng Xuân Khu, sinh ngày 9 tháng 2 năm 1907, ở làng Hành Thiện, xã Xuân Hồng, huyện Xuân Trường, tỉnh Nam Định. Ông nội ông là cụ Đặng Xuân Bảng, đỗ Tiến sĩ tam giáp đệ nhất danh năm 1856. Cha ông là cụ Đặng Xuân Viện (1880 – 1958), là một nhà nho không thành đạt trong đường khoa bảng, là một thành viên trong nhóm Nam Việt đồng thiên hội, là người biên soạn bộ Minh đô sử (gồm 100 quyển đóng thành sách). Sau này, ông học chữ quốc ngữ và trở thành nhà báo, viết cho nhiều tờ báo lớn ở Hà Nội như: Nam Phong, Trung Bắc Tân Văn, Ngọ Báo. Thân mẫu của Trường Chinh là bà Nguyễn Thị Từ.
Do truyền thống gia đình, được sự giáo dục của cha, từ nhỏ, Đặng Xuân Khu đã làm quen với Tứ thư, Ngũ kinh, thơ Đường và được đào tạo bài bản về văn hóa và lịch sử theo truyền thống Nho học. Khi lớn lên, ông bắt đầu tiếp xúc Tây học và theo học bậc Thành chung tại Nam Định.

## Tham gia hoạt động cách mạng

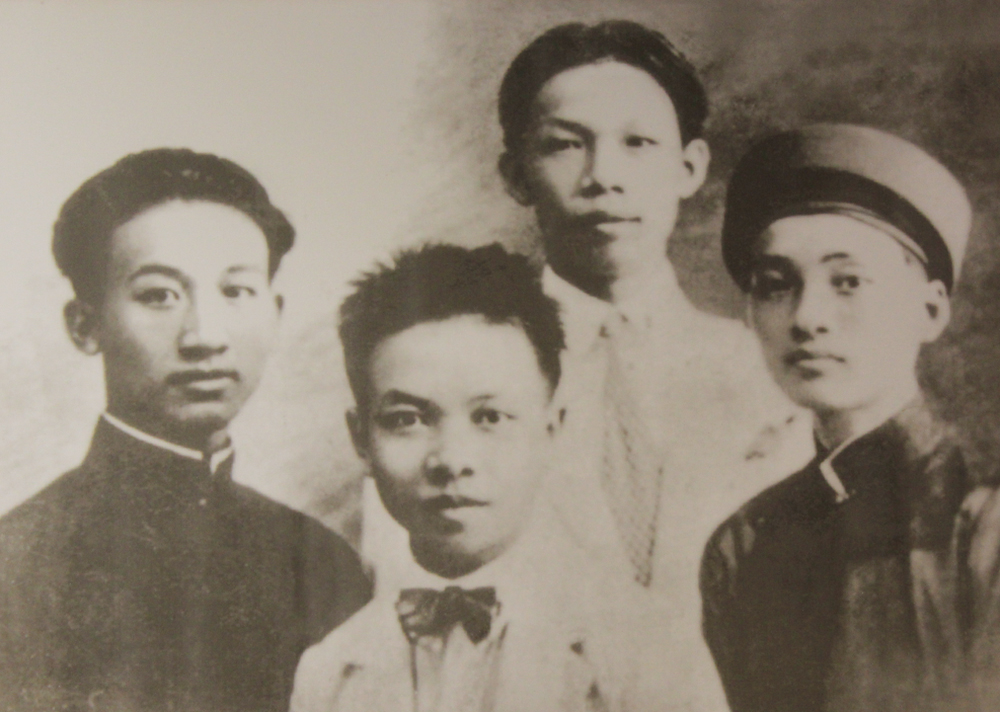
Trường Chinh (giữa) cùng với bạn học tại trường Thành Chung

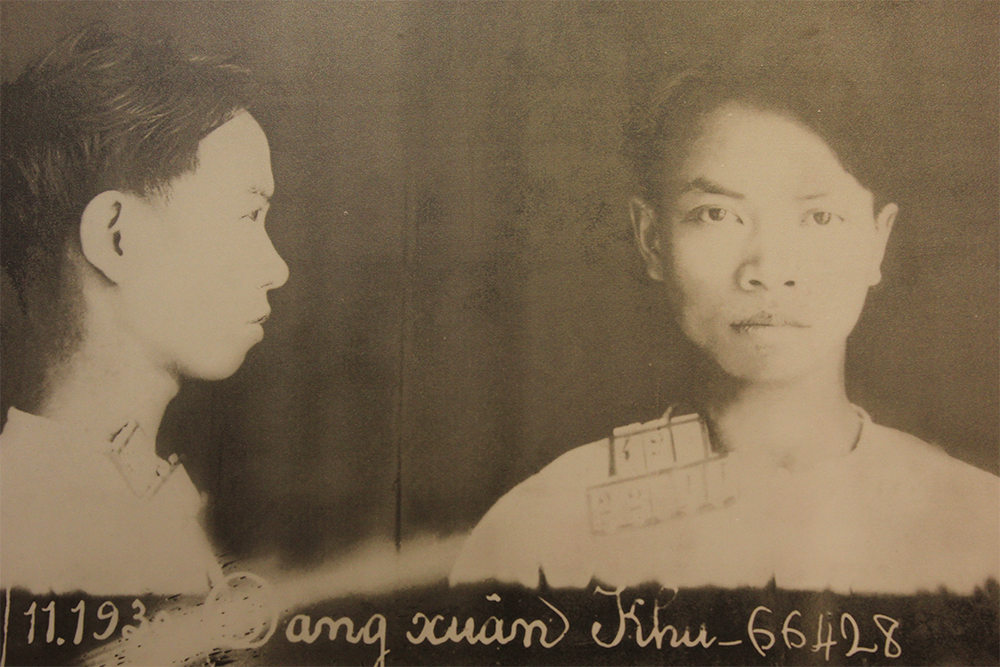
Trường Chinh khi bị bắt tại nhà tù Hỏa Lò

Giữa thời kỳ chuyển đổi chính trị và xã hội ở Đông Dương, đặc biệt là sự lan rộng của hệ thống giáo dục Pháp vào thế kỷ XIX. Trường Chinh được cử đi học ở trường Pháp, đây là điểm khởi đầu cho phong trào chính trị của ông. Năm 1923, ông được cử đi học trường Thành Chung, trường cấp hai đầu tiên của người dân địa phương và dạy theo hệ thống giáo dục phương Tây, đóng tại tỉnh Nam Định. Ở trường, Trường Chinh được truyền cảm hứng từ các tác phẩm của các triết gia Pháp như Jean-Jacque Rousseau và Montesquieu cũng như Cách mạng Pháp năm 1789 và cách mạng Trung Quốc năm 1911. Ở Nam Định, ông sống với một gia đình lao động nghèo làm việc trong nhà máy công nghiệp. Kinh nghiệm thời thơ ấu đã thôi thúc ông thành lập phong trào sinh viên cùng với các bạn cùng trường là Nguyễn Văn Hoan, Đặng Châu Tệ, Phạm Năng Độ, Nguyễn Khắc Lương và Nguyễn Đức Cảnh. Nhóm của ông sau này tham gia phong trào sinh viên ở Bắc Kỳ. Họ xuất bản báo chí nhằm truyền bá tư tưởng của mình về phong trào chống thực dân.
Trong năm 1925, khi còn học ở bậc Thành Chung (nay là trường THPT Chuyên Lê Hồng Phong, thành phố Nam Định), Đặng Xuân Khu đã tham gia phong trào đấu tranh đòi ân xá cho Phan Bội Châu, lãnh đạo cuộc bãi khóa ở Nam Định để truy điệu Phan Chu Trinh. Năm 1926, do tham gia vào các hoạt động chính trị chống lại Pháp, ông bị trường đuổi học.
Năm 1927, Đặng Xuân Khu chuyển lên Hà Nội, tiếp tục học ở trường Cao đẳng Thương mại và tham gia Việt Nam Thanh niên Cách mạng Đồng chí Hội. Năm 1929, ông tham gia cuộc vận động thành lập Đông Dương Cộng sản Đảng ở Bắc Kỳ và trở thành một trong những đảng viên đầu tiên của đảng này.
Năm 1930, Đặng Xuân Khu được chỉ định vào Ban tuyên truyền cổ động Trung ương của Đảng Cộng sản Đông Dương. Cuối năm này, ông bị Pháp bắt và kết án 12 năm tù và đày đi Sơn La, đến năm 1936 được trả tự do.
Giai đoạn 1936 – 1939, Đặng Xuân Khu là Xứ Ủy viên Bắc Kỳ cùng Hoàng Văn Thụ và Hoàng Quốc Việt, đại biểu của Đảng Cộng sản Đông Dương trong Ủy ban Mặt trận Dân chủ Bắc Kỳ. Năm 1940, ông được cử làm chủ bút báo Cờ giải phóng, cơ quan của Xứ ủy Bắc Kỳ, kiêm phụ trách các tờ báo tiếng Pháp như Le Travail, Rassemblement, En Avant và báo Tin tức.

## Trở thành nhà lãnh đạo chủ chốt
Hệ tư tưởng của Trường Chinh được lấy cảm hứng từ Chủ nghĩa Marx và Chủ nghĩa Lenin và ông chịu ảnh hưởng của Hồ Chí Minh, thể hiện qua các tác phẩm của ông về cả hệ tư tưởng cách mạng, chính trị và chiến lược cách mạng như chiến lược và chính sách văn hóa. Theo Đảng Cộng sản, Trường Chinh là "học trò xuất sắc của Hồ Chí Minh", mặc dù không phải lúc nào ông cũng đồng ý với tư tưởng của Hồ Chí Minh.
Có hai lập luận chính về ý thức hệ của Trường Chinh. Thứ nhất, hệ tư tưởng của ông được coi là cấp tiến và dựa trên Mao Trạch Đông nghĩ rõ ràng trong các tác phẩm được công bố của ông và mô hình của chương trình Cải cách ruộng đất mà ông đã mượn từ Trung Quốc. Thứ hai, đó là sự kết hợp giữa chủ nghĩa Marx và Lenin làm thành cốt lõi hệ tư tưởng của Trường Chinh, ủng hộ phong trào chống thực dân và không chống lại chủ nghĩa dân tộc. Tư tưởng của ông trước hết chịu ảnh hưởng của khối Xô Viết, sau đó là khối Trung Quốc và được vận dụng vào bối cảnh Việt Nam.
Tại Hội nghị Trung ương 7 họp tại làng Đình Bảng, Từ Sơn, Bắc Ninh từ ngày 6 đến ngày 9 tháng 11 năm 1940, Đặng Xuân Khu được bầu vào Ban Chấp hành Trung ương cùng Hoàng Văn Thụ, Hoàng Quốc Việt và được cử làm Quyền Tổng Bí thư Đảng thay Nguyễn Văn Cừ.
Tháng 5 năm 1941, tại Hội nghị Trung ương 8 họp tại Cao Bằng, ông được bầu làm Tổng Bí thư Đảng Cộng sản Đông Dương, kiêm Trưởng ban tuyên huấn Trung ương, kiêm Chủ bút báo "Cờ giải phóng" và "Tạp chí Cộng sản", Trưởng ban Công vận Trung ương. Trên số đầu tiên của tờ Cờ Giải Phóng (Cơ quan ngôn luận của Đảng Cộng sản Đông Dương) ra ngày 10-10-1942 bắt đầu xuất hiện bút danh Trường Chinh.
Năm 1943, ông bị thực dân Pháp kết án tử hình vắng mặt.
Tháng 3 năm 1945, Đặng Xuân Khu triệu tập và chủ trì Hội nghị Thường vụ Trung ương (Tổ chức tại Chùa Đồng Kỵ, Từ Sơn, Bắc Ninh) ra Chỉ thị nổi tiếng "Nhật Pháp bắn nhau và hành động của chúng ta", xác định thời cơ Tổng khởi nghĩa giành chính quyền. Trong giai đoạn chuẩn bị Cách mạng tháng Tám 1945, tại Hội nghị toàn quốc của Đảng do ông chủ trì, ông được cử phụ trách Ủy ban Khởi nghĩa toàn quốc.
Cuối năm 1945, nhằm mục đích tránh những bất lợi về chính trị và tạo điều kiện thuận lợi hơn trong chỉ đạo phong trào Việt Minh, Đảng Cộng sản Đông Dương rút vào hoạt động bí mật nên tuyên bố tự giải tán, chuyển thành Hội nghiên cứu chủ nghĩa Mác ở Đông Dương do ông làm Hội trưởng.
Khi cuộc kháng chiến toàn quốc nổ ra, để xác định mục tiêu và cổ vũ tinh thần cho những người kháng chiến, ông đã viết loạt bài báo nổi tiếng với tựa đề "Kháng chiến nhất định thắng lợi", đăng trên báo "Sự thật" từ số 70 (4 tháng 3 năm 1947) đến số 81 (1 tháng 8 năm 1947), trong đó trình bày rõ những đường lối chung của kháng chiến đến quân đội và nhân dân. Đại tướng Võ Nguyên Giáp nhận định: "Bác Hồ là linh hồn của cuộc kháng chiến chống Pháp, nhưng đề ra đường lối cụ thể, chỉ đạo cụ thể về lý luận với cuốn Kháng chiến nhất định thắng lợi, là do anh Trường Chinh".
Năm 1951, tại Đại hội lần thứ hai của Đảng, (đổi tên thành Đảng Lao động Việt Nam), Trường Chinh được bầu lại vào Ban Chấp hành Trung ương và giữ chức Tổng Bí thư cho đến tháng 10 năm 1956. Ngay sau khi ông được tái cử chức Tổng Bí thư, báo Cứu quốc của Liên Việt đã đăng bài giới thiệu, đánh giá: "Người ta có thể nói, Hồ Chủ tịch là linh hồn của cách mạng và kháng chiến, thì ông Trường Chinh là bàn tay điều khiển, chỉ huy.

## Vai trò trong cải cách ruộng đất

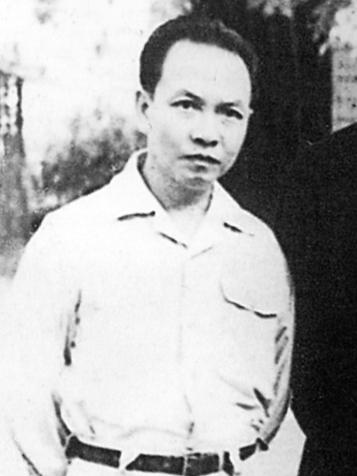
Trường Chinh năm 1954

Từ năm 1938, Đặng Xuân Khu cùng với Võ Nguyên Giáp viết chung một tiểu luận nhỏ có tựa đề "Vấn đề dân cày", xác định vấn đề cần phải thực hiện cuộc "Cải cách ruộng đất" để có thể tái phân phối lại quyền sử dụng đất đai. Đây cũng là một trong những mục tiêu mà Việt Minh đặt ra và từ đó có được sự ủng hộ của số đông nông dân, vốn chỉ chiếm giữ một tỷ lệ rất nhỏ đất đai. Đường lối cải cách ruộng đất cũng được đưa ra trong Báo cáo chính trị của ông tại Đại hội II của Đảng năm 1951. Quan điểm của ông về cải cách ruộng đất tại bản Luận cương về cách mạng Việt Nam trình Đại hội II: ... Đối tượng của cách mạng dân chủ nhân dân và đặc biệt của chính sách cải cách ruộng đất là địa chủ. Nhưng lúc này, để tập trung lực lượng của toàn dân đánh bại kẻ thù chung là thực dân Pháp và bọn can thiệp Mỹ, và do chỗ nhận định trong từng lớp địa chủ nước ta còn khả năng phản đế một phần nào, Đảng chủ trương kéo một phần lớn địa chủ (tiểu và trung địa chủ) về phe kháng chiến hay ít nhất làm cho họ trung lập có thiện cảm đối với kháng chiến, đồng thời đánh đổ bọn đại địa chủ phong kiến phản động. Cho nên hiện thời, Đảng chủ trương thừa nhận cho những địa chủ không phản quốc có quyền công dân, quyền có của, không đụng đến quyền sở hữu ruộng đất của họ, và vẫn thừa nhận quyền hưởng công điền của họ. Ta có hạn chế sự bóc lột của họ bằng cách thực hiện giảm tô, giảm tức. Song, khi thi hành, cần phối hợp việc hành chính ra lệnh, quần chúng đòi hỏi, với việc thuyết phục, giải thích, nhưng chủ yếu là thuyết phục, giải thích cho địa chủ hiểu rằng họ giảm tô, giảm tức là làm một phần nghĩa vụ của họ đối với kháng chiến. Khi họ đã giảm, ta bảo đảm cho họ quyền thu địa tô đúng luật. Chính sách của ta hiện nay là: địa chủ phải giảm tô đúng luật, tá điền phải nộp tô đúng giao kèo. Mặt khác, ta vận động họ hiến ruộng cho Nhà nước, mở một con đường tiến bộ cho những địa chủ sáng suốt muốn tự cải tạo. Đồng thời ta khuyến khích họ bỏ vốn vào việc kinh doanh công thương nghiệp.
Năm 1953, giữa lúc Quân đội nhân dân Việt Nam bắt đầu chiếm ưu thế trên chiến trường, Trường Chinh được cử làm Trưởng ban cải cách ruộng đất Trung ương. Cuộc cải cách ban đầu có những kết quả nhất định khi chỉ thực hiện việc tịch thu tài sản, đất đai của những người bị xem là "phản quốc" (theo Pháp, chống lại đất nước), "phản động" (chống lại chính quyền) và chia cho bần nông, cố nông. Tuy nhiên, sau khi nắm được quyền kiểm soát miền Bắc, dưới áp lực của các cố vấn Trung Quốc, cuối năm 1954, chiến dịch cải cách ruộng đất bắt đầu được đẩy mạnh và nhanh, với cường độ lớn. Từ giữa năm 1955 ở một số nơi đã xuất hiện hiện tượng đấu tố tràn lan, mất kiểm soát. Nhiều người bị quy tội sơ sài là "địa chủ, tư sản bóc lột", nhiều trường hợp lạm quyền của các cán bộ đội viên đội công tác ruộng đất trong công tác đất đai, dẫn đến trả thù cá nhân, thậm chí bùng phát bạo lực. Tuy không trực tiếp thực hiện, nhưng là người lãnh đạo cao nhất của Cải cách ruộng đất, Trường Chinh phải gánh trách nhiệm nặng nhất. Tại Hội nghị trung ương 10 khóa II mở rộng từ 25 tháng 8 đến 5 tháng 10 năm 1956 về vấn đề sửa sai cải cách ruộng đất, ông từ chức Tổng Bí thư. Sau đó ông đứng đầu Ban chỉ đạo công tác sửa sai, cho đến năm 1958.

## Những năm tiếp theo
Năm 1958, Trường Chinh được bổ nhiệm làm Phó Thủ tướng kiêm Chủ nhiệm Ủy ban Khoa học Nhà nước. Đến năm 1960, ông lại được bầu vào Ban Chấp hành Trung ương, Ủy viên Bộ Chính trị, phụ trách công tác Quốc hội và công tác lý luận của Đảng. Cùng thời điểm này, ông được Quốc hội Việt Nam Dân chủ Cộng hòa bầu làm Chủ tịch Quốc hội và đến năm 1976, và được tín nhiệm giữ cương vị người đứng đầu quốc hội cho đến năm 1981.
Năm 1981, Trường Chinh được Quốc hội bầu làm Chủ tịch Hội đồng Nhà nước, Chủ tịch Hội đồng Quốc phòng nước Cộng hòa Xã hội Chủ nghĩa Việt Nam.
Trong bối cảnh suy thoái kinh tế, khan hiếm và khủng hoảng xã hội những năm 1980, Trung ương đã nhận được nhiều báo cáo khác nhau về thiệt hại kinh tế, lạm phát và các vấn đề xã hội gia tăng. Trường Chinh thành lập các nhóm nghiên cứu nhằm thu thập và quan sát các vấn đề trong cộng đồng địa phương ở Tây Nguyên và miền Nam Việt Nam cũng như những thành công và thất bại của hệ thống kinh tế cũ.
Trường Chinh trở nên dễ tiếp thu những người theo chủ nghĩa cải cách và dần dần đứng về phía họ sau những chuyến thăm thực tế vùng nông thôn năm 1983. Năm 1985, khi Lê Duẩn đang ốm yếu vì bệnh tật ông đã thay mặt ông Duẩn điều hành các công việc Trung ương Đảng và nhận ra những chính sách kinh tế không hợp lý đã góp phần khiến kinh tế đất nước rơi vào trì trệ. Do đó, ông đã đưa ra cuộc cải cách Giá – lương – tiền với hy vọng sẽ cải thiện được tình hình kinh tế.

## Hoạt động cuối đời

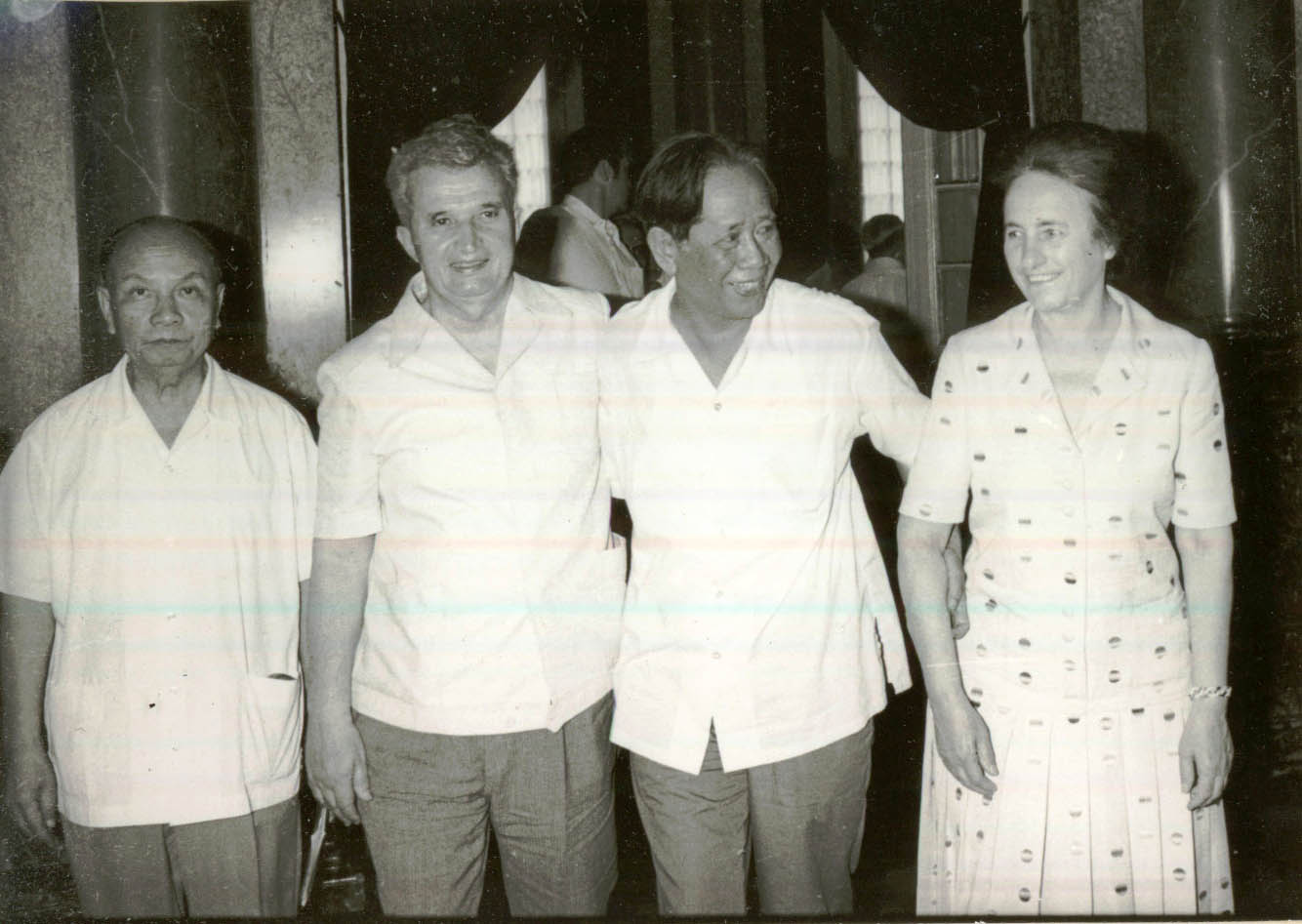
Trường Chinh (trái) và Lê Duẩn cùng với vợ chồng nhà lãnh đạo Cộng hòa Xã hội chủ nghĩa România Nicolae và Elena Ceaușescu năm 1978.

Tháng 5 năm 1986, Trường Chinh được giao nhiệm vụ quyền Tổng bí thư khi sức khỏe của Lê Duẩn đã yếu. Tháng 7 năm 1986 sau khi Lê Duẩn mất, Đại hội trong trung ương chưa kịp tiếp diễn nên tại Hội nghị đặc biệt Ban Chấp hành Trung ương được tổ chức vào ngày 14 tháng 7 năm 1986, Trường Chinh khi đó đang đảm nhiệm Chủ tịch Hội đồng Nhà nước được bầu làm Tổng bí thư Ban Chấp hành Trung ương Đảng Cộng sản Việt Nam cho đến ngày Đại hội Đảng được tổ chức (ngày 18 tháng 12 năm 1986). Thời điểm ông Duẩn qua đời, Cải cách Giá – luơng – tiền thất bại, Việt Nam trải qua lạm phát phi mã lên đến 774% cùng với việc Việt Nam bị nhiều quốc gia cấm vận kinh tế do cuộc chiến tại Campuchia đã đưa đất nước lâm vào khủng hoảng. Trường Chinh lúc này đã nhận thức được những khó khăn mà đất nước đang phải đối mặt nên ông đã ra lệnh chuẩn bị tổ chức Đại hội Đảng mới để tiến hành cải cách kinh tế. Ông cũng bổ nhiệm một nhà cải cách là ông Nguyễn Văn Linh lúc đó đang là Bí thư Thành ủy Thành phố Hồ Chí Minh giữ chức vụ Thường trực Ban Bí thư trước đó 2 tuần để dọn đường cho ông Linh trở thành Tổng bí thư nhiệm kỳ sau. Đến tháng 12 năm 1986, tại Đại hội Đảng lần thứ VI, ông rút khỏi các chức vụ quan trọng của Đảng và Nhà nước để làm Cố vấn Ban Chấp hành Trung ương Đảng, Phó trưởng Ban soạn thảo Cương lĩnh và chiến lược kinh tế và kiêm Trưởng tiểu ban soạn thảo Cương lĩnh chính trị của Đảng.
Trường Chinh được Nhà nước Việt Nam tặng Huân chương Sao vàng và nhiều Huân chương khác. Ông mất đột ngột ngày 30 tháng 9 năm 1988 tại Hà Nội do ngã cầu thang tại nhà công vụ nơi ông công tác và khi vẫn đang đương chức Cố vấn Ban chấp hành Trung ương Đảng Cộng sản Việt Nam thọ 81 tuổi. Quốc tang ông được tổ chức tại Hội trường Ba Đình, Hà Nội trong 5 ngày từ ngày 2 đến ngày 5 tháng 10 năm 1988, sau đó linh cữu được chuyển tới an táng tại Nghĩa trang Mai Dịch.

## Đánh giá
Bên cạnh công lao tổ chức lực lượng chuẩn bị cho Cách mạng tháng Tám, lâu nay một bộ phận dư luận vẫn xem Trường Chinh là một nhân vật nặng phần bảo thủ, không có sáng tạo gì thật mạnh dạn và mới mẻ. Là người phụ trách lý luận của đảng, quan điểm của ông có tính giáo điều. Chính ông đã phê phán quyết liệt việc khoán hộ sản phẩm của Kim Ngọc. Sau đó, cũng chính ông trong vai trò Tổng bí thư đã đóng vai trò quyết định phát động công cuộc Đổi Mới (sau khi Lê Duẩn qua đời), điều Nguyễn Văn Linh viết Báo cáo chính trị, và sau chủ động từ chức, nhường chỗ cho Nguyễn Văn Linh ở Đại hội Đảng Cộng sản Việt Nam lần thứ VI. Với vai trò là người tán thành, lãnh đạo đường lối đổi mới, nhằm đưa đất nước thoát khỏi sự khủng hoảng toàn diện trong vòng 10 năm sau ngày thống nhất, ông được cựu Thủ tướng Võ Văn Kiệt gọi là "Tổng bí thư của đổi mới" và nhiều lãnh đạo đảng ca ngợi.
Nhiều cán bộ cấp cao của Đảng Cộng sản Việt Nam và học giả trong nước đánh giá cao ông, là người có nhiều đóng góp cho sự nghiệp cách mạng của Đảng. Chính ông là người sớm chủ trì Hội nghị Thường vụ Trung ương ra Chỉ thị "Nhật Pháp bắn nhau và hành động của chúng ta" tháng 3 năm 1945 và tác giả tác phẩm "Kháng chiến nhất định thắng lợi" tập hợp những bài viết của ông đăng trên báo "Sự thật" từ số 70 (4.3.1947) đến số 81 (1.8.1947). Đại tướng Võ Nguyên Giáp có viết "Bác Hồ là linh hồn của cuộc kháng chiến chống Pháp, nhưng đề ra đường lối cụ thể, chỉ đạo cụ thể về lý luận với cuốn Kháng chiến nhất định thắng lợi, là do anh Trường Chinh"..
Đóng góp quan trọng nhất của ông là vào công cuộc Đổi mới đưa ra tại Đại hội VI năm 1986. Tạp chí cộng sản có viết: "Cống hiến đặc biệt của đồng chí Tổng Bí thư Trường Chinh là đặt nền móng cho công cuộc đổi mới. Năm 1986, với cương vị Tổng Bí thư, đồng chí đã đề ra chủ trương đổi mới.. Ông Tám Cao kể: Vào dịp nghỉ hè năm 1983, anh Ba Duẩn đi Liên Xô, còn anh Năm (Chủ tịch HĐNN Trường Chinh), anh Tô (Chủ tịch HĐBT Phạm Văn Đồng) và anh Võ Chí Công – Thường trực Ban Bí thư vô Đà Lạt. Nhân cơ hội này, anh Mười Cúc (Bí thư Thành ủy Thành phố Hồ Chí Minh Nguyễn Văn Linh) đã xin ý kiến ba anh trong Bộ Chính trị, mỗi ngày để ra 1 giờ đồng hồ để gặp gỡ, nghe các đồng chí ở dưới cơ sở báo cáo chi tiết những việc đã làm trong thời gian qua. Các anh ấy đều vui vẻ nhận lời ... Trước khi xuất phát từ Thành phố Hồ Chí Minh lên Đà Lạt, Bí thư Thành ủy Nguyễn Văn Linh đã nói với các thành viên được Thành ủy lựa chọn, rằng: "Hiện nay có các đồng chí trong Bộ Chính trị đang ở Đà Lạt. Thành phố chúng ta đã đăng ký xin được báo cáo về những việc đã làm của chúng ta trong thời gian qua, cũng như những khó khăn tồn tại để Bộ Chính trị có thêm cơ sở thực tế mà đề ra đường lối chính sách mới. Thường vụ Thành ủy và tôi cử các đồng chí là những người trực tiếp lãnh đạo cơ sở lên Đà Lạt báo cáo. Sứ mệnh của các đồng chí rất nặng nề"... Sáng ngày 12/7/1983, 5 chiếc xe ô tô xuất phát từ Thành phố Hồ Chí Minh, chạy thẳng hướng Đà Lạt. Sáng hôm sau, bắt đầu cuộc họp mà sau này được coi là "Sự kiện Đà Lạt – Cái mốc của công cuộc đổi mới". Ba vị lãnh đạo cao cấp của Đảng chăm chú lắng nghe rất kỹ từng báo cáo của các lãnh đạo cơ sở. Việc trình bày, báo cáo của các đơn vị cơ sở diễn ra trong 4 ngày, từ 13 đến 16/7/1983. Chiều hôm đó, các đại diện cơ sở trở về TP HCM. Các đồng chí lãnh đạo TP tiếp tục ở lại báo cáo riêng với các đồng chí trong Bộ Chính trị. Đến chiều 18/3/1983, sau khi báo cáo xong, các đồng chí Võ Thành Công, Nguyễn Văn Nam, Lê Văn Quýnh trở về TP HCM, riêng Bí thư Thành ủy Nguyễn Văn Linh còn ở lại làm việc riêng với 3 đồng chí trong Bộ Chính trị. Sáng 20/7/1983, đồng chí Nguyễn Văn Linh lên đường trở về TP HCM...".
Ông Tám Cao nhận xét: Nhờ công rất lớn của anh Năm thì những đổi mới từ thực tiễn của Thành phố Hồ Chí Minh và các địa phương khác mới được đúc kết đưa vào Nghị quyết Đại hội lần thứ VI của Đảng. Anh Năm là một nhà lãnh đạo cực kỳ nguyên tắc, nếu chỉ nghe báo cáo thì anh ấy vẫn chưa tin. Chỉ khi nào đi thị sát trực tiếp tại cơ sở, lắng nghe ý kiến của quần chúng, thì anh ấy mới tin tưởng". "Quả nhiên như vậy, sau 1 tuần lắng nghe báo cáo của lãnh đạo Thành phố Hồ Chí Minh và các cơ sở, Chủ tịch Trường Chinh yêu cầu thành phố tổ chức để Chủ tịch tới thăm hàng loạt các nhà máy, đơn vị xé rào...
Trong chuyến đi thăm và khảo sát thực tế này, Chủ tịch Thành phố Hồ Chí Minh Mai Chí Thọ là người tháp tùng Chủ tịch HĐNN Trường Chinh. Kết thúc chuyến đi thực tế này, một bữa, Chủ tịch HĐNN Trường Chinh nói nhỏ với Chủ tịch Thành phố Hồ Chí Minh Mai Chí Thọ rằng: "Hóa ra, ở Hà Nội, tôi toàn được nghe những thông tin sai lệch!".". "Sự kiện Đà Lạt" và chuyến đi thực tế của Chủ tịch HĐNN Trường Chinh tại Thành phố Hồ Chí Minh chẳng những như một luồng gió mát xoa dịu nỗi ấm ức, bi quan của những đơn vị, những người xé rào, mà còn tạo tiền đề tối quán trọng cho công cuộc đổi mới của dân tộc và được Nghị quyết hóa trong Đại hội lần thứ VI của Đảng'".
Theo Giáo sư Trần Nhâm: "Tại hội nghị trung ương VI (từ 3/7 đến 10/7/1984), Cố Tổng Bí thư Trường Chinh bắt đầu bài phát biểu của mình về vấn đề cơ chế quản lý. Ông cho rằng nền kinh tế nước ta hiện nay đòi hỏi phải có một cơ chế quản lý năng động có khả năng bãi bỏ tập trung quan liêu, bảo thủ, trì trệ và bao cấp tràn lan" và "kiên quyết đấu tranh không khoan nhượng để từng bước cùng với tập thể Bộ Chính trị và Ban Chấp hành T.Ư khóa V xác lập nên mô hình mới, cơ chế mới, đặt nền tảng lý luận cho đường lối đổi mới toàn diện tại Đại hội Đảng VI".
Giáo sư Lê Văn Viện kể: "Một buổi sáng cuối tháng 9-1986, tôi nhận được tin lập tức theo đoàn cán bộ xuống nhà nghỉ Vạn Hoa - Đồ Sơn (Hải Phòng) họp khẩn cấp với Tổng bí thư Trường Chinh.
Có mặt ở cuộc họp này là toàn bộ tổ biên tập văn kiện Đại hội VI (do ông Hoàng Tùng làm tổ trưởng và ông Đào Duy Tùng làm tổ phó) và một số chuyên viên trong nhóm tư vấn của tổng bí thư. Chính tại đây, ông Trường Chinh tuyên bố: viết lại văn kiện đại hội!".
Tình thế chuyển ngay lập tức. Ba người "tư duy mới" được bổ sung tổ biên tập là Hà Nghiệp, Trần Đức Nguyên và Lê Văn Viện. Tổng bí thư đích thân giao trọng trách cho tổ văn kiện tổng hợp ý kiến đóng góp và rút lấy tinh thần chung để soạn thảo lại văn kiện cho đại hội đã rất cận kề.
Ông Đào Xuân Sâm, thành viên nhóm cố vấn cho Trường Chinh nhớ: "giữa năm 1986, cả nước thiếu đói trầm trọng. Các dự án kinh tế đầu tư khổng lồ đều không phát huy tác dụng. Nguyên vật liệu khan hiếm khiến các nhà máy sống thoi thóp. Lạm phát lên 300, 400, 500 và 700%... Lòng người từ trong đến ngoài Đảng, từ cơ sở đến trung ương hoang mang và loay hoay không biết lối ra. Tư tưởng chia hai hướng: xé rào để khắc phục khủng hoảng hoặc kiên định, triệt để áp dụng cơ chế kế hoạch, bao cấp. Tổng bí thư Lê Duẩn qua đời. Đại hội Đảng lần VI chỉ còn tính từng ngày. Thế nhưng báo cáo chính trị gửi xuống đơn vị, cơ sở bị phản đối dữ dội vì mọi quan điểm, đường lối vẫn không có gì mới. Tức là hướng thoát khủng hoảng vẫn mịt mờ... Đồng chí Trường Chinh lúc đó được Đảng giao tạm thời giữ chức Tổng bí thư. Ông đi đến một quyết định táo bạo, quyết đoán chưa từng có: viết lại toàn bộ báo cáo chính trị theo quan điểm: quyết tâm đưa đất nước phát triển theo đường lối mới. Chấp nhận hi sinh, mất mát để khắc phục những hậu quả sai lầm.''
Ông Trần Đức Nguyên nhớ: ''Giữa lúc những lý luận CNXH trong phát triển kinh tế là kế hoạch tập trung, tự cung tự cấp, quốc doanh tập thể... đang là kim chỉ nam bất biến thì đồng chí Trường Chinh tổ chức hội nghị "Ba quan điểm". Ba luận điểm quan trọng đi ngược lại đường lối cũ là: phát triển kinh tế nhiều thành phần (thay vì chỉ có quốc doanh và tập thể); chuyển đổi cơ cấu kinh tế và cơ cấu đầu tư (tập trung làm hàng xuất khẩu, hàng tiêu dùng thay vì hàng công nghiệp; bỏ, hoãn các dự án lớn nhưng không hiệu quả...) và đổi mới quản lý (thay vì tập trung quan liêu bao cấp bằng tự chủ và cơ cấu mở). Hội nghị này trở thành "linh hồn" văn kiện Đại hội VI.
Theo Cố Tổng Bí thư Nguyễn Văn Linh: "Năm 1986, ở cương vị Tổng Bí thư, đồng chí Trường Chinh đã sớm nhận rõ được xu thế của thời đại, thực trạng của đất nước, yêu cầu và nguyện vọng của nhân dân, đồng chí đã có nhiều đóng góp rất quan trọng vào việc đề ra chủ trương đổi mới. Vang mãi trong lòng nhân dân ta lời phát biểu của đồng chí trong quá trình chuẩn bị Đại hội VI: Đối với nước ta, đổi mới là yêu cầu bức thiết, là vấn đề có tầm quan trọng sống còn".
Trường Chinh cũng là người trình bày báo cáo "Bàn về cách mạng Việt Nam" tại Đại hội II của Đảng năm 1951. Trong báo cáo có đề cập đến vấn đề kháng chiến và cải cách ruộng đất. Nội dung cơ bản của bản báo cáo được phản ánh trong Chính cương của Đảng Lao động Việt Nam được Đại hội thông qua. Ông cũng là Trưởng ban chỉ đạo trực tiếp cuộc cải cách ruộng đất những năm 1953-1956 và phải từ chức sau đó. Sau đó ông là người chỉ đạo chiến dịch sửa sai. Vào cuối năm 1968, chính Trường Chinh là người phản đối gay gắt hiện tượng "khoán hộ" ở Vĩnh Phú. Theo Giáo sư Trần Nhâm: ""Một ngày trước khi ông mất (Cố Tổng bí thư Trường Chinh mất vào ngày 30.9.1988), ông còn nói với tôi về chuyện Vĩnh Phú. Tôi có hỏi "sao lúc bấy giờ Bác lại làm to chuyện như vậy?". Ông điềm tĩnh trả lời tôi rằng, có lẽ lúc bấy giờ nhận thức của mình không bắt kịp với tình hình thực tế, hơn nữa vấn đề nghe báo cáo, nắm thông tin không chính xác."
Tại Đại hội VI năm 1986 ông được cử làm cố vấn Ban Chấp hành Trung ương, là phó trưởng ban soạn thảo cương lĩnh và chiến lược kinh tế kiêm trưởng tiểu ban soạn thảo cương lĩnh của đảng. Mặc dù qua đời năm 1988 nhưng "Cương lĩnh xây dựng đất nước trong thời kỳ quá độ lên chủ nghĩa xã hội" thông qua tại đại hội VII có dấu ấn đóng góp của ông.

## Sáng tác văn thơ
Thơ của ông thuộc thể loại trữ tình lãng mạn, theo trào lưu thơ Hiện đại. Một số tác phẩm của ông:
- Chống chủ nghĩa cải lương (1935)
- Vấn đề dân cày (viết chung với Võ Nguyên Giáp năm 1938)
- Chính sách mới của Đảng (1941)
- Đề cương văn hóa Việt Nam (1943)
- Nhật Pháp bắn nhau và hành động của chúng ta (tháng 3 năm 1945)
- Cách mạng Tháng Tám (1946)
- Kháng chiến nhất định thắng lợi (1947)
- Chủ nghĩa Mác và vấn đề văn hóa Việt Nam (1948)
- Bàn về cách mạng Việt Nam (1951)
- Thơ Sóng Hồng
  - Tập I (1960)
  - Tập II (1974)
- Nắm vững ba bài học lớn để thực hiện thắng lợi hai nhiệm vụ chiến lược (1986)

## Gia đình
Vợ là Nguyễn Thị Minh (1912 – 2001), người cùng làng Hành Thiện. Hai ông bà có bốn người con:
- Đặng Xuân Kỳ (1931 – 2010), ủy viên BCH TƯ khoá VI và VII, từng giữ các chức vụ Giám đốc Học viện Chính trị Quốc gia Hồ Chí Minh, Phó Chủ tịch Hội đồng lý luận TƯ
- Đặng Việt Nga, Tiến sĩ – Kiến trúc sư, chủ nhân Biệt thự Hằng Nga tại Đà Lạt.[23]
- Đặng Việt Bích, PGS, TS (1946-2019)
- Đặng Việt Bắc, sinh năm 1950.

## Vinh danh

### Huân chương
Việt Nam
- Huân chương Sao Vàng.[24]

Quốc tế
- Huân chương Lenin (Liên Xô),
- Huân chương Cách mạng tháng Mười (Liên Xô),
- Huân chương Vàng Quốc gia (Cộng hòa Dân chủ Nhân dân Lào),
- Huân chương Angkor (Campuchia),
- Huân chương José Martí (Cộng hòa Cuba),
- Huân chương Karl Marx (Cộng hòa Dân chủ Đức),
- Huân chương Xukhê Bato (Cộng hòa Nhân dân Mông Cổ),
- Huân chương Dimitrov (Cộng hòa Nhân dân Bulgaria),
- Huân chương Lá cờ đính kim cương (Cộng hòa Nhân dân Hungary),
- Huân chương Clemen Gotvan (Cộng hòa xã hội chủ nghĩa Tiệp Khắc).

### Khác

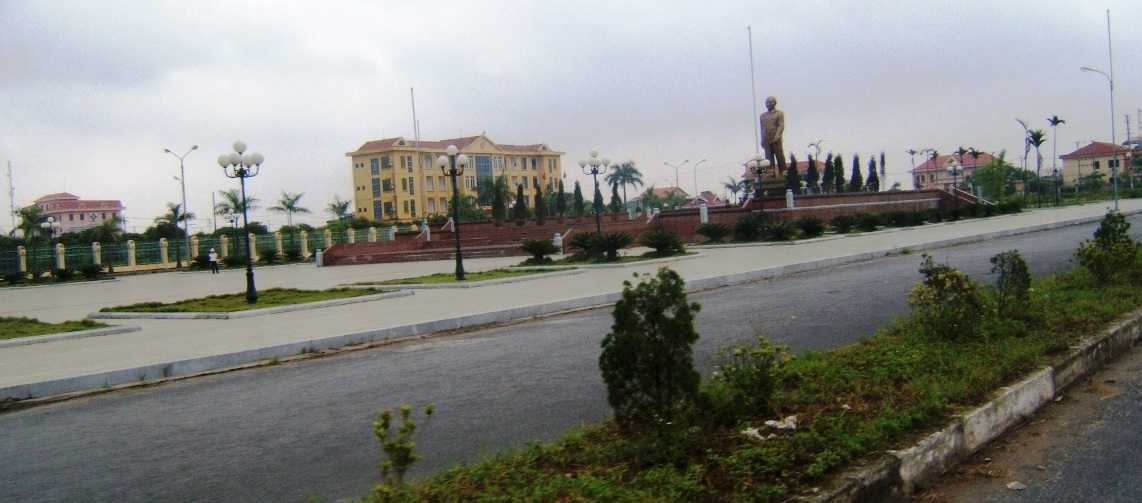
Khu nhà lưu niệm Trường Chinh ở Nam Định.

Tên của ông được đặt cho các đường phố ở Hà Nội (nối đường Đại La với đường Láng), Thành phố Hồ Chí Minh (nối đường Cách Mạng Tháng Tám với đường quốc lộ 22), Nam Định (một trong những con đường lớn nhất TP Nam Định, quê hương ông), Đà Nẵng (nối đường Tôn Đức Thắng với Quốc lộ 1), Hải Phòng (nối đường Lê Duẩn với đường Cầu Niệm), Đồng Hới, Quảng Bình (nối đường F325 với đường Hữu Nghị), Huế (nối đường Tôn Đức Thắng với đường Hoàng Quốc Việt), Tuy Hòa (nối đường Trần Phú với đường Lý Thường Kiệt), Vinh (nối đường Lê Ninh và đường Trần Hưng Đạo), thành phố Pleiku (nối từ ngã 3 Phù Đổng đi núi Hàm Rồng), thành phố Bắc Kạn (tỉnh Bắc Kạn, nối đường Phùng Chí Kiên với đường Nguyễn Thị Minh Khai), Đường ra cảng Phước An ở huyện Nhơn Trạch, Đồng Nai...